# 第3回極東選手権競技大会のサッカー競技 日本対フィリピン
第3回極東選手権競技大会のサッカー競技 日本対フィリピン（だい3かいきょくとうせんしゅけんきょうぎたいかいのサッカーきょうぎ にほんたいフィリピン）では、1917年5月10日に、第3回極東選手権競技大会のサッカー競技において実施された、日本がフィリピンに2対15で敗れた試合について説明する。
日本チームは東京高等師範学校からの選抜選手であった。一方フィリピンチームは、パウリーノ・アルカンタラがおり、フィリピンをサッカーの国際試合における最大記録となる勝利に導いた。この試合は現在までサッカー日本代表の最多失点試合、最大差敗戦試合である。
会場となった芝浦運動場は、東京府東京市芝区芝浦の埋立地（現・東京都港区海岸2丁目、日の出桟橋付近）だった。
当時の実力差は明確であり、日本チームは前日の中華民国戦で相手がコーナーキックをヘディングでシュートするのを見て、初めてその技術を知ったという。前半に日本は1得点、フィリピンは5得点。後半は日本は1得点、フィリピンは10得点を記録した。
この年の東京は気温が低くフィリピン選手たちは寒さに苦しんだ。加えて当日は強風でピッチから砂塵が舞う悪いコンディションであった。これらの悪条件にもかかわらず、先攻のフィリピン代表は開始3分で先制、その後もゴールを積み重ねた。当時の試合は1時間（前半30分、後半30分）だったので、フィリピンは事実上4分おきにゴールを決めた。これに対して日本代表は、いずれも藤井春吉による2ゴール（前半は渡邊敏綱、後半は額田登からのパスによる）のみに終わった。日本を応援しにやって来た観衆からもさすがに非難の声があがり、日本人記者は明らかに腹を立ててフィリピンが5点目を決めたあとは得点者の記録を止めたという。

## 詳細
| 日本          | 2-15   | フィリピン                                                                |
| ------------- | ------ | ------------------------------------------------------------------------- |
| 藤井 -分, -分 | Report | アルカンタラ 3分, -分 · Altonaga -分 · Lamas -分 · Mario -分 · Guenat -分 |

| 日本:     |  |            |  |  |
|           |  |            |  |  |
| GK        |  | 富田玄彌   |  |  |
| FR        |  | 芳賀剛吉   |  |  |
| FL        |  | 武井群嗣   |  |  |
| HR        |  | 吉木廣三郎 |  |  |
| HC        |  | 竹内廣三郎 |  |  |
| HL        |  | 上山熊之助 |  |  |
| OR        |  | 渡邊敏綱   |  |  |
| IR        |  | 佐々木等   |  |  |
| CF        |  | 大久保準一 |  |  |
| IL        |  | 藤井春吉   |  |  |
| OL        |  | 額田登     |  |  |
| 交代選手: |  |            |  |  |
|           |  | 大杉謹一   |  |  |
|           |  | 豊崎清一郎 |  |  |
|           |  | 石川三男   |  |  |
|           |  | 山本隆一   |  |  |
|           |  | 影山岩男   |  |  |
| 監督:     |  |            |  |  |
| ???       |  |            |  |  |

| フィリピン: |  |                          |  |  |
|             |  |                          |  |  |
| GK          |  | Evangelista              |  |  |
| FR          |  | ホアキン・ロイサガ       |  |  |
| FL          |  | マヌエル・ニエト         |  |  |
| HR          |  | Moreno                   |  |  |
| HC          |  | Lovets                   |  |  |
| HL          |  | García                   |  |  |
| OR          |  | Lamas                    |  |  |
| IR          |  | Zé Guenat                |  |  |
| CF          |  | パウリーノ・アルカンタラ |  |  |
| IL          |  | Altonaga                 |  |  |
| OL          |  | Mario                    |  |  |
| 交代選手:   |  |                          |  |  |
| ???         |  |                          |  |  |
| 監督:       |  |                          |  |  |
| ???         |  |                          |  |  |